# Marienkirchhof (Lübeck)

Die Lage des Marienkirchhofs (rot markiert)

Der Marienkirchhof ist ein Platz der Lübecker Altstadt.

## Lage
Der Marienkirchhof befindet sich im Zentrum der Altstadtinsel, im Marien Quartier. Im weiteren Sinne bezeichnet der Name die Freifläche, welche die Marienkirche umgibt und die in südlichen, westlichen und nördlichen Marienkirchhof unterschieden wird. Einen östlichen Marienkirchhof gibt es nicht, da der Chor der Kirche sehr dicht an die rückwärtige Fassade des Kanzleigebäudes reicht, so dass hier nur eine schmale Passage verbleibt, die nördlichen und südlichen Kirchhof verbindet. Als Straße gewidmet ist nur der südliche Marienkirchhof, der vom Schüsselbuden abzweigt und auch den Zugang zum hier gelegenen Eingang der Kirche bildet. Zur Breiten Straße besteht für Fußgänger eine Verbindung durch einen Torbogen.

## Geschichte
Über Jahrhunderte war der Marienkirchhof ein allgemein zugänglicher und als Verbindung zwischen Rathaus und Mengstraße stark frequentierter Platz, jedoch kein eigentlicher öffentlicher Freiraum, da er Eigentum der Kirche war. Seit der 1531 erfolgten Reformation unterstand die lutherische Kirche Lübecks zwar als Staatskirche dem Rat, was jedoch nichts an dem Status des Marienkirchhofs als kirchliche Liegenschaft änderte, auf dessen Nutzung und Gestaltung die städtischen Behörden nur indirekt und stark eingeschränkt Einfluss nahmen. So diente der Marienkirchhof noch bis weit ins 19. Jahrhundert als Friedhof; erst durch die Neuordnung des städtischen Begräbniswesens anlässlich der Choleraepidemie von 1832 wurden Beisetzungen innerhalb des Stadtgebiets untersagt und das Beinhaus auf dem nördlichen Marienkirchhof 1835 auf Abbruch versteigert.
Während der Marienkirchhof im Westen und Norden heute direkt an den Schüsselbuden beziehungsweise die Mengstraße grenzt, war er von diesen Straßen ursprünglich getrennt. Zwischen Westkirchhof und Schüsselbuden befand sich eine Häuserzeile, die beim Luftangriff von 1942 zerstört und nach dem Krieg nicht wieder aufgebaut wurde. Der Nordkirchhof wurde durch einen als Bäckerbuden bekannte Gebäuderiegel von der Mengstraße getrennt. Die als Schandfleck empfundenen Bäckerbuden wurden bereits 1834 abgerissen, so dass hier ein offener Platz entstand. Über Jahrhunderte bildete der Tordurchgang unter der Kapelle Maria am Stegel die Verbindung vom Kirchhof zur Ecke Mengstraße und Schüsselbuden.
Bereits seit dem 17. Jahrhundert wurden Anstrengungen unternommen, den Marienkirchhof durch Pflanzung von Bäumen und durch Pflasterung zu gestalten. Besonderes Augenmerk galt ab 1834 dem nördlichen Marienkirchhof, der den Rahmen für die hier frei einsehbare Marienkirche bilden sollte. Nach Ende der Nutzung als Friedhof und der Umbettung der hier befindlichen Leichen im Sommer 1836 bemühte man sich zusätzlich um eine ästhetische Aufwertung durch Rasenflächen, Hecken und Zierzäune. Die Resultate blieben jedoch lange unbefriedigend, bis nach letzten Verbesserungen 1877 ein als angemessen erachteter Zustand erreicht wurde.
Der südliche Marienkirchhof befand sich trotz ständiger Ausbesserungen und Neupflasterungen im späten 19. Jahrhundert in schlechtem Zustand, der eine grundlegende Sanierung unumgänglich machte. Dabei ergab sich das Problem, dass sich hier noch zahlreiche Gräber unter der Oberfläche befanden, die zu immer neuen Bodensetzungen und damit zu Schäden im Pflaster führten. Nach Verhandlungen, die sich über zwei Jahre hinzogen, ging der südliche Marienkirchhof 1882 in städtisches Eigentum über und wurde als öffentliche Straße gewidmet. Die Umbettung der Toten und die dauerhafte Instandsetzung dieses Teils des Marienkirchhofs wurde nun durch die Stadt Lübeck durchgeführt.
An der Mengstraße gegenüber dem Kirchhof liegt als dreiteiliger Baukörper mit Fassaden des 18. Jahrhunderts das Pastorat, die Wehde, nach der auch der dahinter liegende Blockbinnenhof Wehdehof benannt ist.

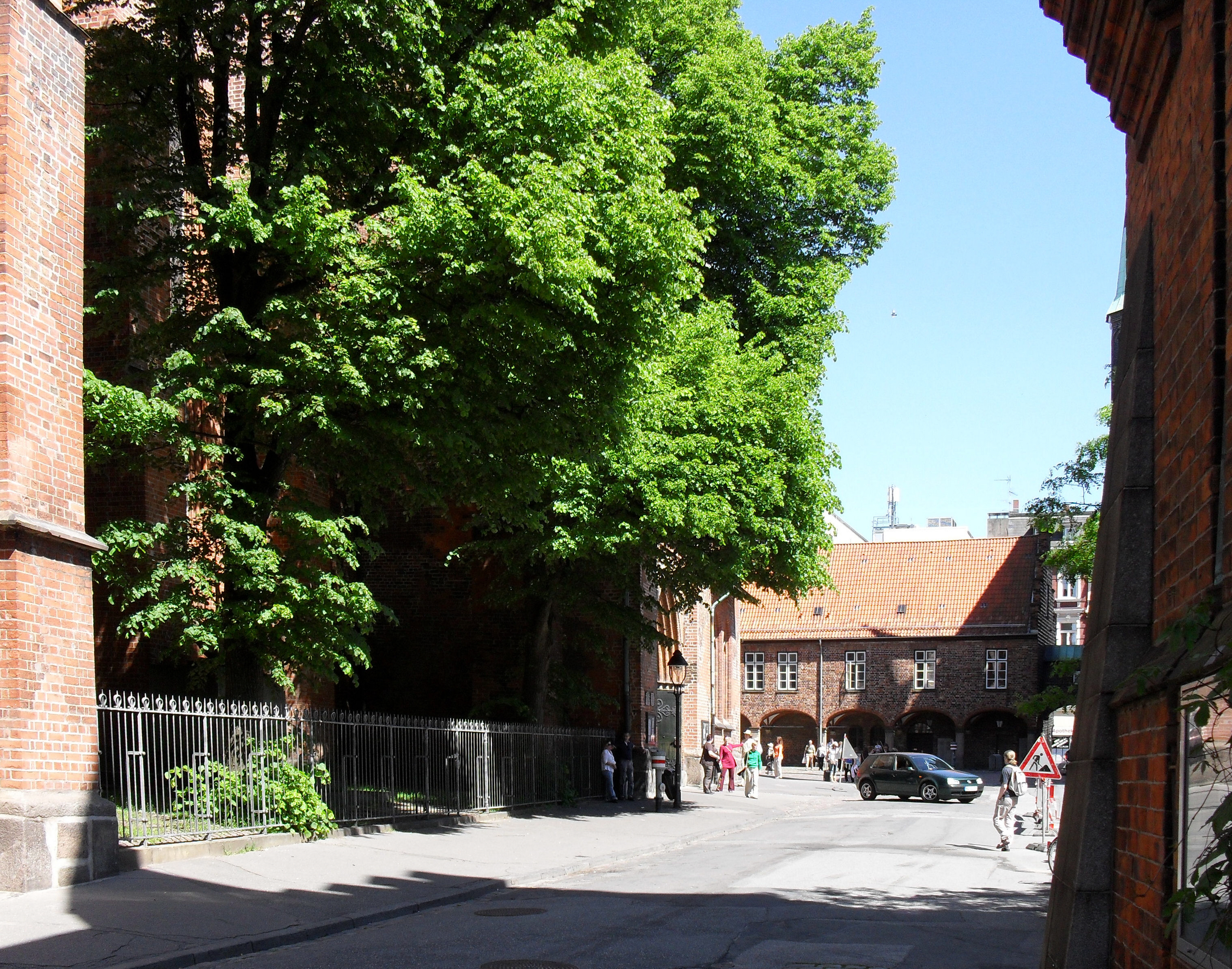
Der südliche Marienkirchhof, Blick vom Schüsselbuden

Der südliche Marienkirchhof mit dem alten Marienwerkhaus vor 1903, Blick in Richtung Schüsselbuden

An der Südwand der Kirche steht das von dem in Lübeck aufgewachsenen Bildhauer Hermann Joachim Pagels 1929 für die Kirchengemeinde aus schwedischem Granit aus Karlshamn geschaffene Ehrenmal an deren Gefallene des Ersten Weltkriegs. Eine von einer Dornenkrone umgebene Weltkugel, die von einem goldenen Kreuz überragt wird, krönt dieses.
Auf der Stirnseite steht als Hauptinschrift (nach dem Zweiten Weltkrieg ergänzt):
An den oberen Rändern stehen in Frakturschrift nachfolgend genannte Textpassagen
Seit den Zerstörungen des Zweiten Weltkriegs ist der Marienkirchhof nach Westen und Norden ein offener, gepflasterter Platz, während er im Norden nach wie vor vom Kanzleigebäude begrenzt wird und auch vom südlich gelegenen Markt weiterhin durch Gebäude getrennt ist. Den amtlich festgelegten Namen Marienkirchhof trägt er seit 1852.
Im Jahr 2006 führte der Kirchenvorstand der Marienkirche ein Kooperatives Gutachterverfahren unter sechs Architekturbüros durch, um Gestaltungsvorschläge für eine Bebauung des Marienkirchhofs westlich und nördlich der Marienkirche zu erhalten. Preisträger wurde Franz Riepl. Zu einer Realisierung kam es bisher nicht.

## Bauwerke

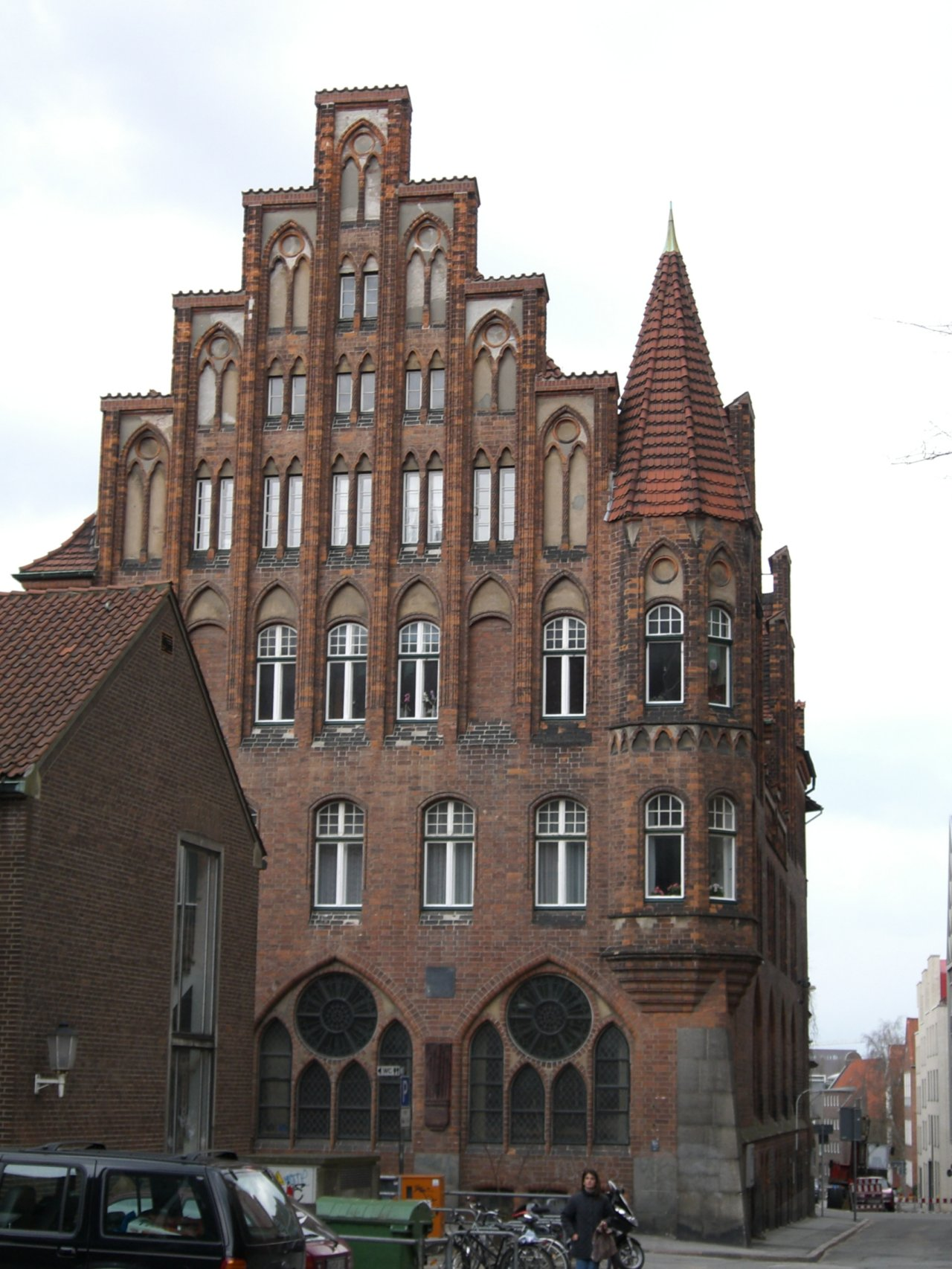
Marienwerkhaus

- St. Marien zu Lübeck, in den Jahren 1250 bis 1350 erbaute backsteingotische Kirche mit monumentaler Doppelturmfassade
- Marienwerkhaus, seit dem Mittelalter Wohnsitz des Werkmeisters der Marienkirche. Von Willy Glogner entworfener neugotischer Bau von 1904. Traditionell wurde das Marienwerkhaus zum Marienkirchhof gezählt; auch heute noch hat es zwei Adressen: Schüsselbuden 13 und Marienkirchhof 4–5, wobei sich der Eingang der letzteren Anschrift kurioserweise im Weiten Krambuden befindet